# John Test
John Test (* 12. November 1771 in Salem, Salem County, Province of New Jersey; † 9. Oktober 1849 bei Cambridge City, Indiana) war ein US-amerikanischer Politiker. Zwischen 1823 und 1831 vertrat er zwei Mal den Bundesstaat Indiana im US-Repräsentantenhaus.

## Werdegang
Noch in seiner Kindheit zog John Test mit seinen Eltern nach Philadelphia in Pennsylvania, wo er die öffentlichen Schulen besuchte. Danach zog er in das Fayette County weiter. Dort betrieb er für einige Jahre die Firma Fayette Chance Furnace. Über Cincinnati (Ohio) kam er nach Brookville in Indiana, wo er eine Mühle betrieb. Nach einem anschließenden Jurastudium und seiner Zulassung als Rechtsanwalt begann er in Brookville in diesem Beruf zu arbeiten. In dieser Stadt bekleidete er in der Folge einige lokale Ämter. Zwischen 1816 und 1819 war er Richter im dritten Gerichtsbezirk von Indiana.
Politisch war Test Mitglied der Demokratisch-Republikanischen Partei. In den 1820er Jahren schloss er sich zunächst der Faktion um den späteren Präsidenten Andrew Jackson an. Bei den Kongresswahlen des Jahres 1822 wurde er im neugeschaffenen dritten Wahlbezirk von Indiana in das US-Repräsentantenhaus in Washington, D.C. gewählt, wo er am 4. März 1823 sein Mandat antrat. Nach einer Wiederwahl konnte er bis zum 3. März 1827 zwei Legislaturperioden im Kongress absolvieren. Allerdings vertrat er während der seit 1825 laufenden zweiten Legislaturperiode die Bewegung um Präsident John Quincy Adams. Damit stand er nun in Opposition zu Jackson.
Im Jahr 1826 unterlag John Test dem unabhängigen Kandidaten Oliver H. Smith. Bei den Wahlen des Jahres 1828 wurde er als Mitglied der kurzlebigen National Republican Party erneut in den Kongress gewählt, wo er zwischen dem 4. März 1829 und dem 3. März 1831 eine weitere Legislaturperiode verbringen konnte. Dort wurde in dieser Zeit heftig über die Politik des ebenfalls seit März 1829 amtierenden Präsidenten Andrew Jackson diskutiert. Nach seinem Ausscheiden aus dem US-Repräsentantenhaus wurde John Test Vorsitzender Richter am Indiana Circuit Court. Danach zog er nach Mobile in Alabama, wo er als Anwalt praktizierte. Er starb am 9. Oktober 1849 nahe Cambridge City im Wayne County.